# Montes Uvales
Los montes Uvales siberianos (en ruso: Сибирские Увалы, Sibírskie Uvaly) son una cadena de modestas colinas situada en la región siberiana noroccidental del Ókrug Autónomo Janti-Mansi.
Se prolongan por 900 km en el sentido de los paralelos, teniendo su mayor altura en 285 m sobre el nivel del mar. A pesar de esta cota máxima modesta, representan una importantísima divisoria de aguas al alzarse en la llanura de Siberia occidental, muy vasta y excepcionalmente llana. En la vertiente sur tienen sus fuentes algunos tributarios por la derecha del río Obi, como el Tromegan, mientras que de los contrafuertes septentrionales descienden algunos tributarios directos del mar de Kara, como el Taz, el Pur o el Nadym, así como algunos afluentes de estos.